# Telephanus similis
Telephanus similis es una especie de coleóptero de la familia Silvanidae.

## Distribución geográfica
Habita en Venezuela.